# Roland Bättig
 (novembre 2019).
Si vous disposez d'ouvrages ou d'articles de référence ou si vous connaissez des sites web de qualité traitant du thème abordé ici, merci de compléter l'article en donnant les références utiles à sa vérifiabilité et en les liant à la section « Notes et références ».
Roland Bättig, né le 28 juillet 1979 à Schötz, est un footballeur suisse.

## Carrière

### Jeunesse
Roland Bättig commence sa carrière dans l’équipe jeune du FC Schötz.

### Professionnelle

#### Début et parcours difficiles
Il fait ses débuts professionnels au SC Kriens, mais retourne à son ancien club, après seulement une saison.
Au début de la saison 2001/02, le milieu de terrain défensif, qui joua également au poste de défenseur central, poursuit sa jeune carrière au Neuchâtel Xamax, où il a joué pour la première fois dans la plus haute ligue suisse. A Neuchâtel, il devient rapidement devenu un favori régulier et apprécié du public, qui lui a même dédié sa propre chanson.
À partir de l'été 2004, Bättig joue au service du FC Aarau pendant deux ans, où il est également titulaire régulier. Cependant son contrat n’est pas prolongé, car le nouvel entraîneur Urs Schönenberger, ne pariait pas sur Bättig.
C'est donc au début de la saison 2006/07, que le suisse rejoint les Kriensers, où il en devient l'un des joueurs les plus importants.
À cette époque, l'équipe de Lucerne, avec le FC Concordia Bâle, entraînée par Murat Yakin, et Neuchâtel Xamax, reléguée de première division, faisaient partie des candidats à la promotion dans la Challenge League.
Dans la seconde moitié de la saison, la direction du club de Neuchâtel Xamax fait appel à Pascal Zuberbühler, alors gardien de but de l'équipe nationale de Suisse, pour renforcer l'équipe et a également fait son possible pour assurer le retour immédiat de Bättig. Malgré cela le changement n’est devenu réalité qu’en janvier 2007. C'est également grâce à ses exploits que Neuchâtel a été immédiatement promu de nouveau à l'Axpo Super League.
Au cours de la saison 2007/08, les désaccords de Bättig avec un entraîneur ont une fois de plus contribué à sa réduction de temps de jeu. Il a été notamment mentionné dans le communiqué assez critique de Gérard Castella. Par conséquent, Bättig s’engage sous la forme d’un prêt avec le FC Lucerne jusqu'à la fin de la saison, mais il jouera rarement 90 minutes.
La malchance de Bättig se poursuivit la saison suivante. Lucerne ne lui proposant pas de nouveau contrat, il signe un contrat avec AC Bellinzone, qui était encore entrainé par Vladimir Petković à ce moment.
À l'été 2008, Marco Schällibaum, fraichement nommé entraîneur-chef à Bellinzone, il ne laisse pas de temps de jeu à Bättig. Le milieu de terrain est donc envoyé en prêt à Como Calcio, club de Serie C. Un mois plus tard, le Suisse retourne à Bellinzone pour critiquer les conditions de travail à Côme. Malgré le contrat en vigueur, Roland Bättig n'est même pas autorisé à assister aux sessions de formation. C'est seulement à ce moment-là que son déménagement à AC Bellinzone a été rendu public. Comme Bättig n'est venu à aucune session, il a par la suite insisté sur la résiliation du contrat, ce que la direction du club a finalement accepté, après avoir menacé d'aller devant le tribunal du travail.

#### Importance au FC Thoune
Le milieu de terrain défensif a ensuite effectué plusieurs séances d'entraînement avec le FC Thoune et a réussi à convaincre Murat Yakin, l’entraîneur, de ses qualités.
En juillet 2009, il a signé un contrat de deux ans avec le club. Bättig, qui incarne le numéro six classique, a immédiatement consolidé sa position de pôle important dans une équipe très jeune dès son installation à Thoune.  Il a joué pendant 90 minutes dans chacun des 25 matches de la saison pour lesquels il a été appelé. Grâce, d’une part, à ce vétéran expérimenté, le FC Thoune est devenu champion de la Challenge League cette saison et a été promu à l'Axpo Super League.
Même après la promotion dans la ligue supérieur, l'équipe de Thoune est restée en sécurité et, à deux exceptions près (une suspension jaune/rouge due à deux jeux de mains controversés et une suspension jaune), Bättig a disputé chaque match de la saison. À la mi-février 2011, on apprend que le club prolonge d'un an, jusqu'au 30 juin 2012 (avec une option pour une saison supplémentaire), le contrat en cours avec son milieu de terrain. Dans le même temps, il est annoncé que Bättig deviendrait le nouveau capitaine du FC Thoune.

#### Fin de carrière
Après la saison 2013/14, Bättig a mis fin à sa carrière de footballeur.

## Palmarès

### FC Thoune
- Champion de la Challenge League (2009-2010)